# Cynopterus sphinx
Cynopterus sphinx — вид рукокрилих, родини Криланових.

## Середовище проживання
Країни поширення: Бангладеш, Бутан, Камбоджа, Китай, Гонконг, Індія, Індонезія, Лаос, Малайзія, М'янма, Непал, Пакистан, Шрі-Ланка, Таїланд, В'єтнам. Вид був записаний від рівня моря до висоти 400 м над рівнем моря. Цей вид зустрічається в найрізноманітніших місцях проживання у сільській місцевості, первинних і вторинних лісових і в міських місцях проживання. 

## Стиль життя
Спочиває невеликими колоніями, що складаються з 3-7 особин, інколи більше, лаштує сідала знизу листя, у квіткових і фруктових кластерах. Харчується різними плодами як дикими, так і культурними. Має низький, але швидкий політ. Народжує два рази на рік, а в деяких районах, як відомо, розмножуються протягом усього року і народжує одне маля.

## Загрози та охорона
Немає серйозних загроз для цього виду в цілому. У Південній Азії, він локально під загрозою в частинах ареалу через вирубку лісу. Він також знаходиться під загрозою через полювання в „лікувальних“ цілях. На вид полюють на харчі в деяких частинах ареалу. У Китаї є деяка втрата середовища проживання і на вид полюють в „лікувальних“ цілях.